# Município de Colerain (condado de Hamilton, Ohio)
Localização do Ohio nos E.U.A.
O município de Colerain (em inglês: Colerain Township) é um município localizado no condado de Hamilton no estado estadounidense de Ohio. No ano 2010 tinha uma população de 58499 habitantes e uma densidade populacional de 523,06 pessoas por km².

## Geografia
O município de Colerain encontra-se localizado nas coordenadas 39° 15′ 17″ N, 84° 37′ 27″ O. Segundo a Departamento do Censo dos Estados Unidos, o município tem uma superfície total de 111.84 km², da qual 110.94 km² correspondem a terra firme e (0.81%) 0.9 km² é água.

## Demografia
Segundo o censo de 2010, tinha 58499 pessoas residindo no município de Colerain. A densidade de população era de 523,06 hab./km².